# Staurastrum elongatum
Staurastrum elongatum là một loài Song tinh tảo trong họ Desmidiaceae, thuộc chi Staurastrum.